# 色胺
色胺是一种见于植物、动物和真菌的单胺生物碱，含有一个吲哚核，结构与色氨酸类似（缺一个羧基）并因此得名。它以痕量存在于哺乳动物脑中，有认为是起神经调质和神经递质的作用。
色胺类是以色胺为母结构的一类化合物，含许多具生物活性的物质，如神经递质和迷幻药物。
大鼠脑中色胺含量约3.5 pmol/g。

## 參看
- 二甲基色胺